# 샤를 1세 드 몽모랑시 남작

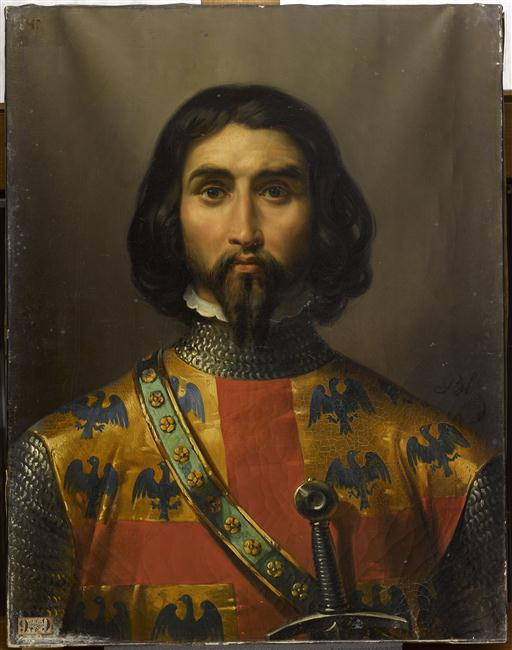
샤를 드 몽모랑시

샤를 1세 드 몽모랑시(프랑스어: Charles Ier de Montmorency: 1307 ~ 1381)는 프랑스의 귀족, 군인이다. 몽모랑시, 아르장탕, 비트리앙브리(Vitry en Brie), 쇼몽앙벡생(Chaumont-en-Vexin), 당빌(Damville)과 푀이야르(Feuillarde)의 영주였으며 1343년 프랑스 원수로 임명되었다.

## 생애
샤를 드 몽모랑시는 장 1세 드 몽모랑시(Jean Ier de Montmorency)와 잔 드 칼토(Jeanne de Calletot)의 장남으로 태어났다. 몽모랑시 가문은 그 조상이 위그 카페와 보두앵 2세로 이어지는 명문가였다. 샤를 또한 국왕들의 신임을 얻어 프랑스 왕실에서 중요한 직책들을 맡게 되었다. 그는 필리프 6세에 의해 1336년 왕실대제빵장(Grand panetier de France), 1343년 프랑스 원수, 1346년 시종관으로 임명되었다.
1345년, 그는 장 2세가 샤를 드 발루아를 지원하기 위해 브르타뉴로 파병한 군대를 지휘했다. 그는 데르비 백작의 군대에 맞서 샤를 드 발루아를 무사히 기옌으로 데리고 왔으며, 이듬해 벌어진 크레시 전투에서 전공을 세웠다.
그러나 1347년, 처남인 에두아르 드 보주(Édouard de Beaujeu)를 위해 스스로 원수직을 사임했다. 이후 피카르디 지사로 임명되었으며 1348년 영국군과 합류하여 칼레의 수복을 꾀하던 우다르 드 랑티(Oudart de Renty)의 군대를 격퇴했다.
1360년 5월 8일 프랑스와 영국 사이에 체결된 브레티니-칼레 조약의 협상 과정에 참여했다.
1368년에는 장 2세의 손자인 샤를 6세의 대부가 되었다.
그는 1381년 9월 11일 사망했다. 그의 유해는 메리엘의 노트르담뒤발 수도원(Abbaye Notre-Dame du Val)에 안장되었다.

## 가족관계

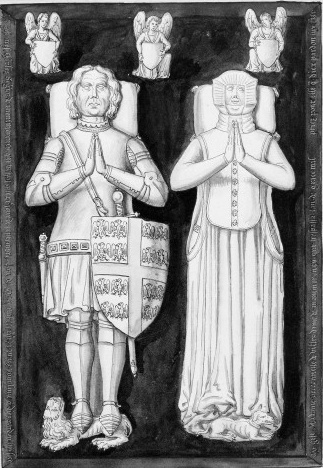
샤를 드 몽모랑시와 페트로니유 드 빌리에의 관

샤를 드 몽모랑시는 1330년 마르게리트 드 보주(Marguerite de Beaujeu)와 결혼했다. 마르게리트는 6년 후 사망했으며 부부 사이에는 자녀가 없었다.
1341년, 그는 잔 드 루시(Jeanne de Roucy)와 재혼하여 4명의 자녀를 두었다. 잔 드 루시는 1361년 사망했다.
- 장남 : 장 드 몽모랑시(Jean de Montmorency, ? ~ 1352)
- 장녀 : 마르게리트 드 몽모랑시(Marguerite de Montmorency, c.1359 ~ 1406)
- 차녀 : 잔 드 몽모랑시(Jeanne de Montmorency, ? ~ 1383)
- 3녀 : 마리 드 몽모랑시(Marie de Montmorency, ? ~ 1372)

1362년, 그는 페트로니유 드 빌리에(Pétronille de Villiers)와 재혼하여 4명의 자녀를 더 두었다.
- 차남 : 샤를 드 몽모랑시(Charles de Montmorency, 1362 ~ 1369)
- 3남 : 자크 드 몽모랑시(Jacques de Montmorency, 1370 ~ 1414)
- 4남 : 필리프 드 몽모랑시(Philippe de Montmorency, ? ~ 1425)
- 4녀 : 드니스 드 몽모랑시(Denise de Montmorency, ? ~ 1452)